# Nadka Karadschowa
Nadka Karadschowa (gebräuchliche Transliteration Nadka Karadzova, bulgarisch Надка Караджова; * 14. März 1937 in Tri Wodizi, Bulgarien; † 3. Januar 2011 in Sofia) war eine bulgarische Folklore-Sängerin und gehörte über 40 Jahre zum Chor des Nationalensembles „Filip Kutew“.

## Leben
Im Alter von fünfzehn Jahren wurde Nedka Karadschowa Teil des Nationaltanzensembles und Chors „Filip Kutew“. Mit dem Ensemble hatte sie über 13.500 Konzerte in Bulgarien und im Ausland, sie nahm über 300 Lieder auf und veröffentlichte 27 Soloalben. Über 150 ihrer Aufnahmen gehören zum Goldfond des Bulgarischen Rundfunks. Mit dem Nationalensemble nahm sie die Platten Le Mystère des Voix Bulgares (zu dt. Das Geheimnis der bulgarischen Stimmen) auf, wofür sie für einen Grammy nominiert war.
1978 gewann sie einen Musikwettbewerb des britischen Senders BBC-2 mit dem Lied Заблеяло ми агънце. Nach dem Wettbewerb wurde das Lied in Großbritannien veröffentlicht und erlangte Platinstatus. 1994 wurde Karadschowa in der Encyclopedia of World Music aufgenommen.
1991 gründet sie mit ihrer Tochter Swetla und mit den Sängerinnen Liljana Galewska und Stojanka Lalowa (alle Solistinnen des Nationalensembles) das Quartett Slawej (bulg. Славей) und gab Konzerte in Bulgarien und im Ausland. Mit dem Quartett nahm sie ein Album der japanischen Reihe Bulgarian Polyphony auf.
Nadka Karadschowa verstarb am 3. Januar 2011 in Sofia nach einem Herzinfarkt, vier Tage nach ihren letzten öffentlichen Auftritt in der Sendung Komizite.

## Ehrungen
Für ihren Beitrag zu Wahrung der bulgarisch Folklore und ihr musikalisches Talent wurde Karadschowa mit mehreren Auszeichnungen und Ehrenzeichen geehrt, darunter die Orden „Kyrillos und Methodios“ (1971, 3. Stufe), „Volksrepublik Bulgarien“ (1993, 3. Stufe) und „Stara Planina“ (1997, 2. Klasse); die Auszeichnungen Verdienter Volkskünstler der Volksrepublik Bulgarien, Bratislava (1975) und Nestinarka (2006) des Internationalen Folklorefestival von Burgas.
Nach ihrem Tod nahm das bulgarische Fernsehen den Dokumentarfilm „Славеите на Надка Караджова“ auf. Im März 2011 wurde das Quartett Slawej in Quartett Nadka Karadschowa umbenannt.